# Népi Krónika
A Népi Krónika magyar irodalmi folyóirat. Nemzetközi azonosító száma: ISSN 1586-4359

## Története
A folyóiratot 2000-ben alapította Maczó János. 2007-ig a Népi Írók Baráti Társasága kiadványként jelent meg. 2008-tól a népi írók írásait jelenítette meg, majd a Református Doktorok Kollégiuma Irodalmi Szekciójának éves rendezvényein felszólalók gondolatait tette közzé.
A folyóirat kiadását a kiadója, a  Népakarat Polgárkör 2014-ben felfüggesztette.